# أمبيلوصور

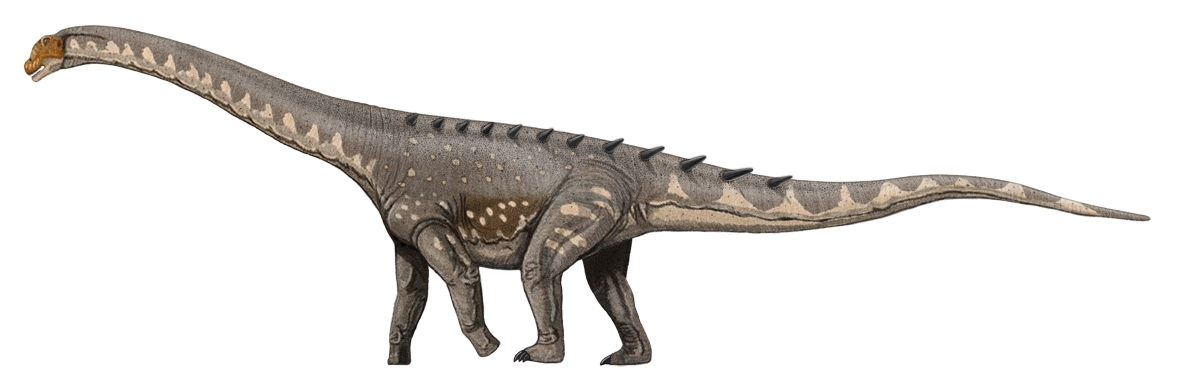
إعادة إنشاء

الأمبيلوصورس (Ampelosaurus) من ديناصورات تيتانوصورات الصوروبودا عاش في أوروبا خلال عصر الطباشيري المتأخر منذ 70-66 مليون سنة مضت.